# Magyarország hanoi nagykövetsége
Magyarország hanoi nagykövetsége (vietnámiul: Đại sứ quán Hungary tại Hà Nội) Magyarország és Vietnám kapcsolatainak egyik kiemelt intézménye, Hanoi Tây Hồ városrészében a Hanoi Lake View szálloda 9. emeletén, a Thanh Nien Road 28. szám alatt működik. A mindenkori hanoi nagykövet egyúttal Kambodzsában is akkreditálva van, és Phnompenben működik egy követségi iroda, ügyvivővel. Nagykövetünk 2015 óta Őry Csaba.

## Előzmények
Vietnám az 1940-es évek közepéig Francia Indokína része volt, az ekkor kikiáltott függetlenségét követően 1954-ig folyt indokínai háború, melynek lezárása az ország kettéosztottságához vezetett (Dél-Vietnám és Észak-Vietnám). Dél-Vietnám fővárosa Saigon (ma: Ho Si Minh-város), Észak-Vietnámé Hanoi lett. Magyarország és Vietnám 1950. február 3-án létesített diplomáciai kapcsolatot, 1962-ig azonban a pekingi nagykövetség látta el a képviseletet Vietnámban.

## Története
1954-ben született döntés a Hanoi követség felállításáról, ami létre is jött, a misszió vezetője azonban a Pekingben tartózkodó nagykövetünk volt, vietnámi akkreditációval. Az első, ténylegesen Hanoiban szolgálatot teljesítő nagykövetünk Gogolyák Gusztáv  lett 1962. január 12-től. Az 1950-es évek közepétől a kettéosztott Vietnámban a harcok tovább folytak, 1965-ben az Amerikai Egyesült Államok is katonákat küldött a térségbe. Az 1973-ban lezárult hadműveleteket ismerjük vietnámi háborúként. Ebben az időben a nagykövetségünk folyamatosan működött annak ellenére is, hogy - bár Hanoi távol feküdt a szárazföldi hadműveletek területétől - a várost érő bombázások jelentős pusztítást okoztak. 1973 és 1975 között magyar részvétellel működött a Nemzetközi Ellenőrző és Felügyelő Bizottság Vietnámban, melynek feladata a tűzszüneti megállapodás betartásának az ellenőrzése volt. A háború végén egységessé vált ország szocialista berendezkedésű lett, így Magyarországgal baráti kapcsolatot ápolt. Az 1980-as években a nagyobb követségeink közé tartozott a vietnámi, mivel két kereskedelmi kirendeltség is működött (Hanoiban és Saigonban, a későbbi Ho Si Minh-városban, melyet 1988-ban főkonzulátussá alakítottak), továbbá katonai attaséi hivatal. A nagykövetség személyzete - a családtagokéval együtt - 50 fő körül volt. A magyarországi rendszerváltást követően a két ország viszonya továbbra is rendezett maradt, közel 30 megállapodást kötött a két állam az elmúlt 19 évben, és szinte minden évben történik egy magas rangú látogatás.

## Hatásköre
Utoljára 2018-ban változott a nagykövetség konzulátusának illetékességi területe, eszerint An Giang, Bắc Giang, Bắc Kạn, Bắc Ninh, Bình Phước, Cao Bằng, Đắk Lắk, Đắk Nông, Điện Biên, Đồng Tháp, Gia Lai, Hà Giang, Hà Nam, Hanoi, Hà Tĩnh, Hải Dương, Hải Phòng, Hòa Bình, Hưng Yên, Kiên Giang, Kon Tum, Lai Châu, Lâm Đồng, Lạng Sơn, Lào Cai, Nam Định, Nghệ An, Ninh Bình, Phú Thọ, Quảng Bình, Quảng Ninh, Quảng Trị, Sóc Trăng, Sơn La, Tây Ninh, Thái Bình, Thái Nguyên, Thanh Hóa, Thừa Thiên-Huế, Tuyên Quang, Vĩnh Phúc, Yên Bái megyék és megyei jogú városok, valamint a Kambodzsai Királyság teljes területe tartozik ide.
Vietnámban 1988 óta működik főkonzulátus az ország déli részén, Ho Si Minh-városban.